# Sarah Martha Bakerová
Sarah Martha Bakerová, Ph.D., F.L.S. (4. června 1887 Londýn – 29. května 1917) byla anglická botanička a ekoložka, která se proslavila studiem chaluh a zónováním mořského pobřeží.

## Raný život
Narodila se 4. června 1887 v Londýně jako dcera Marthy Braithwaiteové Bakerové a George Samuela Bakera a vyrůstala v kvakerské rodině se dvěma mladšími bratry Georgem a Bevanem. Kromě hlavního londýnského domu měla rodina i venkovské sídlo na ostrově Mersea, kde se Bakerová poprvé zajímala o chaluhy. Údajně se od útlého věku zajímala o rostliny a květiny. Dalším jejím zájmem bylo umění a krátce studovala na Slade School of Art, než se začala věnovat vědě. Díky tomuto výtvarnému vzdělání vytvářela kvalitní vědecké ilustrace.

## Vzdělání a kariéra
Bakerová začala v roce 1906 studovat na University College London, kde byl jedním z jejích učitelů chemik sir William Ramsay, a v roce 1909 získala titul Bachelor of Science s vyznamenáním první třídy (On the Causes of the Zoning of Brown Seaweeds on the Seashore). Po krátkém pobytu v Mnichově v roce 1910 se vrátila k výzkumu v oblasti botanické chemie v Londýně. Obecně byla popisována jako energická a velmi pracovitá.
V roce 1912 byla vybrána pro Quainovo studentské stipendium v botanice spojené s přednáškovým pobytem na University College. To ji na poměry počátku 20. století postavilo do osvíceného prostředí. Nejenže University College byla první akademickou institucí ve Velké Británii, která přijímala studentky, ale od roku 1890 byla její katedra botaniky pod vedením profesora F. W. Olivera poměrně progresivní. Udělila několik doktorátů z botaniky ženám, zaměstnávala přiměřený počet ženských zaměstnanců a prestižní Quainovu cenu udělovala ženám stejně často jako mužům. V roce 1913 získala Bakerová doktorát za práci o vlivu formaldehydu na živé rostliny (Quantitative Experiments on the Effect of Formaldehyde on Living Plants) a v roce 1914 byla zvolena členkou Linnean Society of London. V roce 1916 byla zvolena do rady British Ecological Society.

## Výzkum

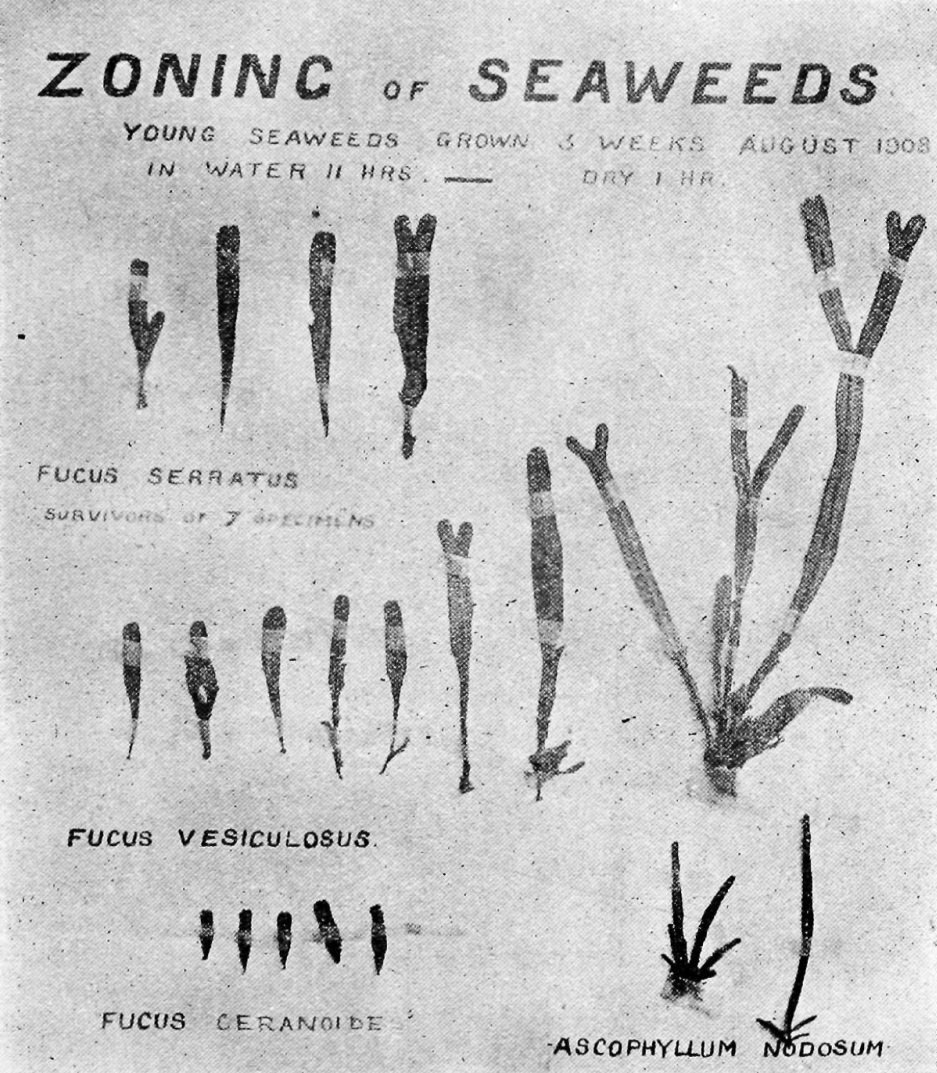
Vzorky chaluh vystavené suchu.

Bakerová patřila do průkopnické éry ekologie, kdy vědci začali používat experimenty, aby ekologie nebyla jen popisná. Nebyla jediná, kdo si myslel, že pobřeží poskytuje dobré příležitosti pro ekologické studie. Bakerová ve své práci o zónování mořských řas zkoumala tendenci různých druhů prosperovat v různých vzdálenostech od nejvyššího bodu přílivu. Rozhodla se otestovat, zda „rozdílná tolerance ke stresu z vysychání je tím, co určuje zonálnost mořských řas.“ Podnikla pracné měření vzdáleností na pobřeží, sbírala vzorky, dávala je do mnoha nádob a „měnila jejich expozici vysychání.“ Její závěry naznačují, že důležitá je konkurence mezi různými druhy Fucaceae. Tato myšlenka na nějakou dobu zapadla, ale v současnosti je přijímána jako součást vysvětlení zonálnosti. Jeden autor ji dokonce označil za „prorockou.“ Když se začala zabývat účinky formaldehydu na živé rostliny, její experimentální metody se staly složitějšími a sofistikovanějšími. Pokračovala ve studiu fotosyntézy a měla v úmyslu se této oblasti věnovat více.

## Dobrovolnictví
Vedle své vědecké práce se věnovala dobrovolnické práci pro kvakery a je jí připisován inspirativní citát použitý na „panelu botaniků“ kvakerské tapiserie, který pochází z nekrologu vzpomínek studentů její nedělní školy na ni. Když začala první světová válka, připojila se k dobrovolnickému oddílu pomoci University College.

## Konec života

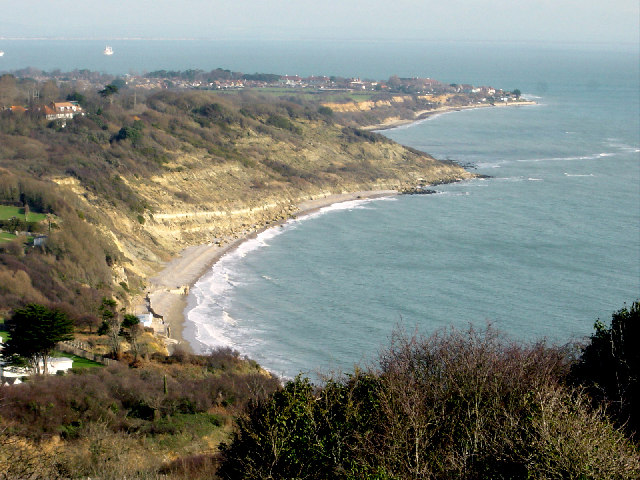
Jednou z lokalit výzkumu zonace byla zátoka Whitecliff Bay poblíž Bembridge.

Zemřela 29. května 1917 těsně před dovršením 30. narozenin. Deník The Times tvrdil, že „její smrt byla způsobena přepracováním.“ V roce 1919 byla na University College London založena pamětní cena Sarah M. Bakerové, která se uděluje dodnes.

## Publikované články
Standardní zkratka autora S.M.Baker se používá pro označení této osoby jako autora při citaci botanického názvu.
- 1909 „A theory regarding the configuration of certain unsaturated compounds; and its application to the metallic ammines and the cinnamic acids.“, Journal of the Chemical Society, Transactions, Volume 95
- 1909 "On the causes of the Zoning of Brown Seaweeds on the Sea Shore." New Phytologist, Vol 8, 196
- 1910 „On the causes of the Zoning of Brown Seaweeds on the Sea Shore.“ Pt. 2. The effect of Periodic Exposure on the Expulsion of Gametes and on the Germination of the Oospore." New Phytologist Vol 9, 54
- 1911 "On the Brown Seaweeds of the Salt Marsh." Journal of the Linnean Society of London, Botany 1911-12, Vol 40, p. 276.
- 1913 " Note on a new treatment for Silver Leaf Disease in Fruit Trees." Annals of Botany, 27, 172.
- 1913 " Quantitative Experiments on the Effect of Formaldehyde on Living Plants" Annals of Botany, 27, 410.
- 1915 "Liquid Pressure Theory of Ascent of Sap in Plants." British Association. Manchester,
- 1916 In co-operation with Maude H. Bohling. "On the Brown Seaweeds of the Salt Marsh. Part II. Their Systematic Relationships, Morphology, and Ecology.", Journal of the Linnean Society of London, Botany Vol. 43, 325.
- 1917 Chapter on " Vegetable Dyes " in The Exploitation of Plants by FW Oliver, Dent and Sons

## Příbuzní
V rodině Sarah Bakerové z matčiny strany Braithwaiteů byla silná tradice aktivního zapojení a služby kvakerů, včetně její babičky, dědečka a tety. Její otec narozený v Kanadě a několik příbuzných se zabývali strojírenstvím a výrobou.
- otec George Samuel
- bratr George Ralph
- bratr Bevan Braithwaite Baker
- teta Anna Lloyd Braithwaiteová Thomasová
- dědeček z otcovy strany, Joseph Allen Baker
- dědeček z matčiny strany, Joseph Bevan Braithwaite
- prababička z matčiny strany, Anna Braithwaiteová
- synovec John Bevan Baker